# Зайналов, Шамиль Магомедович
Шамиль Магомедович Зайналов (род. 14 ноября 1946, Хасавюрт, Дагестанская АССР, РСФСР, СССР) — российский государственный и политический деятель.

## Биография
Шамиль Зайналов родился 14 ноября 1946 года в Хасавюрте. По национальности — кумык. В 1970 году он окончил Дагестанский государственный университет.

### Карьера
- с 1973 по 1978 — главный архитектор г. Кизилюрт,
- с 1979 по 1990 — директор Чирюртовского завода фосфорных солей «Дагфос».
- с 1990 по 1991 — заместитель председателя Верховного Совета Дагестана.
- с 1991 по 1994 — генеральный директор республиканской коммерческо-посреднической компании «Дагснаб».
- с сентября 1994 по 1998 — глава администрации Кизилюрта, а в 1998 стал руководителем секретариата председателя правительства республики.
- с августа 1998 работает в Правительстве Дагестана, назначен министром промышленности и торговли Дагестана.
- с 29 ноября 2001 — Представитель в Совете Федерации Федерального Собрания Российской Федерации от Народного Собрания Республики Дагестан. В Совете Федерации являлся членом Комитета Совета Федерации по природным ресурсам и охране окружающей среды и членом Комиссии Совета Федерации по взаимодействию со Счетной палатой Российской Федерации.
- с 2006 по 2010 — председатель Правительства Дагестана.

### Партийная карьера
- с 1999 являлся председателем политсовета республиканского отделения «Единства».
- с марта 2002 — председатель дагестанского отделения партии «Единство и Отечество».

### Награды и звания
- Заслуженный строитель Российской Федерации
- Орден Дружбы
- Орден Знак Почета
- Орден Дружбы Народов
- Орден «За заслуги перед Отечеством» IV степени